# Lyenje
Lyenje (auch Lienye) ist ein Verwaltungsbezirk (englisch Ward) des Distrikts Tandahimba in der tansanischen Region Mtwara.

## Geografie
Lyenje liegt im Südosten von Tansania etwa zehn Kilometer Luftlinie nordwestlich der Distrikthauptstadt Tandahimba. Der Bezirk grenzt im Norden an Mkonjowano, im Osten an Nambahu, im Süden an Milingodi und im Westen an Mkwedu. Bei der Volkszählung 2022 lebten 5001 Menschen in 1489 Haushalten auf einer Fläche von 35 Quadratkilometern.

## Gliederung
Der Bezirk besteht aus drei Gemeinden (Mtaa) mit 16 Orten (Kitongoji):
| Lyenje - Tanga - Tandika - Umoja - Misri - Tupendane | Mwembemmoja - Mwembemmoja - Uhuruwi - Amani - Jitegemee - Usalama - Majengo - Mwwanzilishi | Mahoha - Kisutu - Shuleni - Misri - Bondeni |

## Wirtschaft und Infrastruktur
- Landwirtschaft: Die Landwirtschaft ist der wichtigste Wirtschaftszweig. Am häufigsten angebaut werden Cassava und Cashewnüsse, etwa 45 Prozent der Landwirte halten auch Nutzvieh.[8]
- Bildung: Die Lienje Secondary School ist eine staatliche weiterführende Tagesschule mit einer Ausbildung bis zur 4. Stufe.[9]
- Gesundheit: Im Bezirk gibt es eine staatliche Apotheke.[10]